# 大玉戈
大玉戈是商前期的玉质仪仗器，长94厘米，宽14厘米，厚度仅为1厘米。1974年出土于湖北省武汉市黄陂区盘龙城李家嘴三号墓，2002年被列入中华人民共和国禁止出国（境）展览文物名单。现藏湖北省博物馆。